# 피튜니아
피튜니아(Petunia)는 남아메리카 원산의 원예식물이다. 통모양의 꽃을 피우며, 주로 화단을 장식하기 위해서 관상용으로 키운다. 여름철의 건조한 기후에도 강하여 키우기 쉽다. 사계절 내내 꽃이 피어 봄부터 가을까지 차례로 꽃을 피운다. 분류학적으로는 피튜니아속에 속하며, 원예에서 쓰이는 것은 대부분 교배종(Petunia × hybrida)이다.
씨로 번식하고 자줏빛, 선홍색등의 다양한 색상을 갖고 있다.
농학자 우장춘은 피튜니아를 개량하여 화초로 키울수 있도록 하였다.

## 어원
일년생 풀 또는 반내한성 여러해살이풀이다. 속명은 브라질의 원주민어인 PETUM(담배)에서 유래되어 피튜니아의 잎을 담배에 섞어 흡입했다고 하는데서 나온 말이다.